# Джон Мілтон Гей
Джон Мілтон Гей (Хей) (англ. John Milton Hay; 8 жовтня 1838, Салем, Індіана — 1 липня 1905, Ньюбері, Нью-Гемпшир) — видатний державний діяч США, дипломат і письменник.

## Життєпис
За освітою — юрист. Протягом тривалого часу перебував на дипломатичній службі. У періоди президентства Вільяма Мак-Кінлі і Теодора Рузвельта був, з 1898 , державним секретарем США.
Відомий проведенням активних дипломатичних акцій по захисту політичних і економічних інтересів своєї країни. Після Іспансько-американської війни 1898 керував мирними переговорами з Іспанією, в результаті яких США приєднали до себе Філіппіни, Пуерто-Рико і Гуам, закріпилися на Кубі, а також було визнано створення території Гаваї.
У 1899 висуває доктрину «відкритих дверей» щодо Китаю — рівний доступ товарів і капіталів в колоніальні володіння європейських країн. Її метою було забезпечення для США можливості подолання бар'єрів сфер впливу інших держав і закріплення на всьому китайському ринку.
У 1901 провів переговори з Англією, добившись для США монопольних прав на будівництво міжокеанського каналу Центральній Америці, обумовлених у договорі Хея-Паунсфота.
У 1903 уклав договір з урядом Панами, за яким США отримали зону для будівництва каналу (договір Гея—Бюно—Варив).